# Bjørn Paulson
Bjørn Andreas Paulson (Bergen, 21 giugno 1923 – Skien, 14 gennaio 2008) è stato un altista e pubblico ministero norvegese.
Nipote del critico teatrale e letterario Andreas Paulson, Bjørn fu campione norvegese del salto in alto nel 1948. Lo stesso anno prese parte ai Giochi olimpici di Londra conquistando la medaglia d'argento.
Nel 1953 divenne soprintendente della polizia e dal 1967 al 1993 lavorò come pubblico ministero.

## Palmarès
| Anno | Manifestazione  | Sede   | Evento        | Risultato | Prestazione | Note |
| ---- | --------------- | ------ | ------------- | --------- | ----------- | ---- |
| 1948 | Giochi olimpici | Londra | Salto in alto | Argento   | 1,95 m      |      |

## Campionati nazionali
- 1 volta campione norvegese del salto in alto (1948)